# 베네벤툼 전투
베네벤툼 전투는 기원전 275년에 집정관 마니우스 쿠리우스 덴타투스가 이끄는 로마군과 피로스가 이끄는 에페이로스군과 삼니움 동맹군 사이에 벌어진 전투다. 이탈리아 남부 지역에 위치한 베네벤토 근처에서 벌어졌다.
피로스는 시칠리아에서 최근에 벌어진 전쟁으로 지쳤고 로마군들을 상대로 처음에 피로스의 승리를 거둔 상태였다.
전투가 결정적이지는 않았지만 이탈리아에서의 모든 작전을 관두기로 결정했고 에페이로스로 돌아갔다. 이 결과를 가지고 현대의 자료를 통해 보았을 때 피로스가 패배했다고 보았다. 피로스가 떠남으로 인해서 삼니움인들은 마침내 로마인들에게 정복당했고, 3년 뒤에 마그나그라이키아도 로마에게 넘어감으로서 로마의 이탈리아 반도 지배라는 결과를 만들었다.
전투에 동원된 병사들의 수는 정확히 밝혀지지는 않았다. 에페이로스 군대들은 전투전에 드문드문 퍼져있어 로마군들은 피로스의 전투 코끼리(아마 화살을 쏘는)들을 산개시킬 수 있어 전투 코끼리들을 에페이로스 군대쪽으로 몰아버렸다.

## 참조
- Kęciek, Krzysztof, Benewent 275 p.n.e, Bellona, Warsaw, 2001.
- Information about this war can be found in Plutarch's Lives, Polybius, Dionysius of Halicarnassus, and Livy.
- Michael Grant, The History of Rome, p. 80